# Mama's Gun
Mama's Gun (en español: El arma de mamá) es el segundo álbum de estudio de la cantante de neo soul estadounidense Erykah Badu. Fue publicado el 31 de octubre de 2000 a través de Motown. El álbum fue grabado entre 1998 y 2000 en los Electric Lady Studios de Nueva York.
En el 2020 el álbum fue incluido en la lista de los 500 mejores álbumes de todos los tiempos de la revista Rolling Stone, ocupando el puesto 158.

## Lista de canciones
| N.º   | Título                                  | Productor(es)                                                   | Duración |  |
| 1.    | «Penitentiary Philosophy»               | Erykah Badu · James Poyser · Questlove · Pino Palladino         | 6:09     |  |
| 2.    | «Didn't Cha Know?»                      | Badu · Jay Dee                                                  | 3:58     |  |
| 3.    | «My Life»                               | Badu · Poyser · Jay Dee                                         | 3:59     |  |
| 4.    | «...& On»                               | Badu · Jah Born                                                 | 3:34     |  |
| 5.    | «Cleva»                                 | Badu · Poyser                                                   | 3:45     |  |
| 6.    | «Hey Sugah»                             | Badu                                                            | 0:54     |  |
| 7.    | «Booty»                                 | Badu · Poyser                                                   | 4:04     |  |
| 8.    | «Kiss Me on My Neck (Hesi)»             | Badu · Jay Dee · Poyser                                         | 5:34     |  |
| 9.    | «A.D. 2000»                             | Badu · Poyser · Questlove · Palladino                           | 4:51     |  |
| 10.   | «Orange Moon»                           | Badu                                                            | 7:10     |  |
| 11.   | «In Love with You» (con Stephen Marley) | Badu · Marley                                                   | 5:21     |  |
| 12.   | «Bag Lady»                              | Badu                                                            | 5:48     |  |
| 13.   | «Time's a Wastin’»                      | Badu · Shaun Martin · Braylon Lacy · Geno Young · Gino Iglehart | 6:42     |  |
| 14.   | «Green Eyes»                            | Badu · Poyser · Vikter Duplaix                                  | 10:04    |  |
| 71:50 |                                         |                                                                 |          |  |

| Bonus track reedición 2001 |                                    |               |          |  |
| N.º                        | Título                             | Productor(es) | Duración |  |
| 15.                        | «Bag Lady» (Cheeba Sac Radio Edit) | Erykah Badu   | 4:11     |  |

## Posicionamiento en listas

### Semanal
| Listas (2000-01)                        | Mejor posición |
| --------------------------------------- | -------------- |
| Alemania (Offizielle Top 100)           | 42             |
| Austria (Ö3 Austria)                    | 56             |
| Canadá (Canadian Albums)                | 30             |
| Escocia (Scottish Albums)               | 100            |
| Estados Unidos (Billboard 200)          | 11             |
| Estados Unidos (Top R&B/Hip-Hop Albums) | 3              |
| Finlandia (Suomen virallinen lista)     | 9              |
| Francia (SNEP)                          | 42             |
| Italia (FIMI)                           | 44             |
| Noruega (VG-lista)                      | 20             |
| Países Bajos (Album Top 100)            | 28             |
| Reino Unido (UK Albums)                 | 76             |
| Reino Unido (UK Hip Hop and R&B Albums) | 11             |
| Suecia (Sverigetopplistan)              | 19             |
| Suiza (Schweizer Hitparade)             | 33             |

## Certificaciones
| País (Certificador) | Certificación | Ventas certificadas |
| --- | ------------- | ------------------- |
| Canadá (Music Canada) | Oro           | 50 000*             |
| Estados Unidos (RIAA) | Platino       | 1 000 000*          |
| ^cifras de envíos basadas únicamente en la certificación xcifras no especificadas basadas únicamente en la certificación |               |                     |